# 八巻和弘
八巻 和弘（やまき かずひろ、1961年4月1日 - ）は、小学館の雑誌編集者。東京都出身。

## 略歴
神奈川県立厚木高等学校、早稲田大学卒業。『ヤングサンデー』、『週刊少年サンデー』、『ビッグコミックスピリッツ』などの担当を経て、『ビッグコミックスペリオール』の副編集長となる。
土田世紀の漫画『編集王』の主人公・カンパチのモデルと言われているほか、『おごってジャンケン隊』『社長DEジャンケン隊』（現代洋子）では作中に実名で登場し、作者の現代共々ジャンケンで何度も敗北して自腹を切らされる。『おごってジャンケン隊』では、アイドルは西村知美が好きで、ミュージシャンでは藤井尚之が好きだということを明かした。原秀則の作品『冬物語』では名字だけではあるが八巻という酒癖の悪い東大生が登場する。
村枝賢一の俺たちのフィールドでは主人公の所属チームとしてヤマキ自工が登場する。
雑誌『COMIC BOX』にて「熱血編集王・八巻和弘が行く!」というコラムを連載する。
西原理恵子をスカウトし、メジャー誌に引き上げた。西原は、「八巻さんほどマンガが好きな編集いませんよ」「業界で唯一と言ってもいいぐらい」と語ったという（『おごってジャンケン隊』第1巻の巻末マンガより）。『西原理恵子の人生画力対決』で、公開対決イベントの司会を務める。
学生時代は早大の少女漫画研究サークル「早稲田おとめちっくクラブ」に在籍していた。

## 出演
- 名探偵コナン（1999年、八巻）